# The Stuff That Dreams Are Made Of (film 1914)
The Stuff That Dreams Are Made Of è un cortometraggio muto del 1914 diretto da Charles H. France.

## Produzione
Il film fu prodotto dalla Edison Company.

## Distribuzione
Distribuito dalla General Film Company, il film - un cortometraggio in due bobine - uscì nelle sale cinematografiche degli Stati Uniti il 31 luglio 1914.